# Ouanne (Fluss)
Die Ouanne ist ein Fluss in Frankreich, der in den Regionen Bourgogne-Franche-Comté und Centre-Val de Loire verläuft. Sie entspringt im Gebiet der gleichnamigen Gemeinde Ouanne, entwässert generell in nordwestlicher Richtung durch die Landschaft Puisaye und mündet nach rund 84 Kilometern im Gemeindegebiet von Conflans-sur-Loing als rechter Nebenfluss in den Loing, der in diesem Bereich unmittelbar neben dem Schifffahrtskanal Canal de Briare verläuft. Auf ihrem Weg durchquert die Ouanne die Départements Yonne und Loiret.

## Orte am Fluss
- Ouanne
- Touzy
- Villiers-Saint-Benoît
- Saint-Martin-sur-Ouanne
- Charny
- Douchy
- Triguères
- Château-Renard
- Saint-Germain-des-Prés
- Conflans-sur-Loing